# Oroszlány vasútállomás
Oroszlány vasútállomás egy Komárom-Esztergom vármegyei vasútállomás, Oroszlány településen, a MÁV üzemeltetésében, a pénztárban belföldi jegyeladással. Parkoló található az állomás közelében. A város központi részén helyezkedik el, a 8155-ös és 8143-as utak vasúti keresztezései között.

## Áthaladó vasútvonalak
- Tatabánya–Oroszlány-vasútvonal (12)

## Megközelítés tömegközlekedéssel
- Helyi busz:  1T

## Forgalom
| Járat | Útvonal | Gyakoriság |
| ----- | --- | ---------- |
| S12   | Budapest-Déli – Budapest-Kelenföld – Budaörs – Törökbálint – Biatorbágy – Herceghalom – Bicske alsó – Bicske – Szár – Szárliget – Alsógalla – Tatabánya – Bánhida – Környe – Kecskéd alsó – Oroszlány | Óránként   |